# Ритус, Владимир Иванович
Владимир Иванович Ри́тус (род. 23 мая 1927 года, Москва, СССР) — советский и российский физик-ядерщик, член-корреспондент РАН (1994), доктор физико-математических наук, лауреат Сталинской премии (1953), премии АН СССР имени И. Е. Тамма (1983), золотой медали РАН имени С. И. Вавилова (2010).

## Биография
Родился в семье научных работников Тимирязевского института.
В 1944 году поступил в МАИ, а в 1945 году, после успешного окончания 1-го курса решил перевестись на 1-й курс физического факультета МГУ. Тогдашний ректор МГУ воспротивился этому, но настойчивость Владимира помогла решить эту проблему. Окончил физический факультет МГУ в 1950 году, написав дипломную работу в ФИАН, в лаборатории И. М. Франка, под руководством И. Я. Барита. В январе 1951 года поступил в аспирантуру.
С 1951 по 1955 годы участвовал в советском атомном проекте (создание первой советской термоядерной бомбы) в группе И. Е. Тамма и А. Д. Сахарова. Работая в этой области, внёс большой вклад, секретным постановлением Совмина СССР был удостоен Сталинской премии 3-й степени за 1953 год с формулировкой «за расчётно-теоретические работы по изделию РДС-6с и РДС-5».
В 1955 году вернулся в ФИАН, где работает в теоретическом отделе. В 1959 году защитил кандидатскую диссертацию (тема — теория реакций с поляризованными частицами); 1969 году — докторскую (тема — квантовые процессы в интенсивном внешнем электромагнитном поле). Член-корреспондент РАН (1994).

## Научная работа
Труды по физике элементарных частиц и квантовой электродинамике.
Автор теории фоторождения пионов и рассеяния фотонов на нуклонах с учётом возбуждённых состояний нуклонов, а также фоторождения нейтрино на электронах и его роль в энергетическом балансе звёзд и взрывах Сверхновых.
Совместно с А. И. Никишовым исследовал фундаментальные квантовоэлектродинамические процессы в интенсивном поле, а также связал явление Стокса в теории асимптотических рядов с зоной формирования экспоненциально слабого процесса.
Фактором Ланде объяснил удвоение аномального магнитного момента электрона в очень сильном постоянном однородном электрическом поле.
Автор серии работ по радиационным эффектам в квантовой электродинамике интенсивного поля.
Индекс Хирша — 17; количество цитат, начиная с 1975 года — 1262.

## Общественная деятельность
- член бюро Отделения физических наук РАН
- член редколлегии журнала «Успехи физических наук»
- член учёных советов ФИАН, ОТФ ФИАН, ИТЭФ

## Награды и премии
- Сталинская премия третьей степени (1953) — за расчетно-теоретические работы по изделию РДС-6с и РДС-5
- Премия АН СССР имени И. Е. Тамма (1983) (совместно с А. И. Никишовым) — за цикл работ «Квантовая электродинамика явлений в интенсивном поле»
- Орден Почёта (1998)
- Золотая медаль РАН имени С. И. Вавилова (2010) — за цикл работ «Принципиальные проблемы квантовой электродинамики интенсивного поля»
- Благодарность Президента Российской Федерации (26 февраля 2024 года) — за большой вклад в развитие отечественной науки, многолетнюю плодотворную деятельность и в связи с 300-летием со дня основания Российской академии наук[4]